# Піятухович Михайло Миколайович
Піятухович Михайло Миколайович (23.02.1891 23 лютого 1891, Алексиничі Сенненського повіту Могилівська губ., нині Сенненського р-ну Вітебської обл. - 20 грудня 1937, Мінськ, НКВС) — білоруський літературознавець, педагог.

## Біографія
Народився 23 лютого 1891 року в селі Алексинічі Сенненського повіту Могильовської губернії в родині сільського православного священика. Навчався в Могильовській духовній семінарії. У 1917 році закінчив Ніжинський історико-філологічний інститут. Його направили до Петроградського університету для підготовки до професора кафедри російської мови та літератури. Через брак матеріальних засобів на початку 1920-х років змушений був переїхати до Одеси. З 1921 року в БРСР. Друкуватися почав у 1921. Активний критик і дослідник білоруської літератури. З вересня 1921 р. — член науково-термінологічної комісії, з лютого 1922 р. — науковий співробітник, з 1925 р. — активний член Інбелкульту; з 1929 — активний член Білоруської академії наук. До 1936 року працював в Інституті літератури Білоруської академії наук.
У 1921—1926 викладав білоруську літературу в МБПТ. З лютого 1922 р. працював у Білоруському державному університеті: доцент, з жовтня 1926 р. — професор. У травні 1926р став деканом педагогічного факультету.
На початку 1930-х років над М. Піятуховичу загрожували репресії за його «непролетарське походження».
Літературна критика Піятуховича завжди мала противників, але в середині 1930-х років полеміка вийшла за межі літературних дискусій і набула форми жорстких політичних звинувачень. М. Піятухович вирішив виїхати з родиною з Білорусі (у 1934 чи 1936 роках). Проживав у Орджонікідзе; працював викладачем-славістом в Північно-Кавказькому та Північно-Осетинському педагогічному інститутах. 9 січня 1937 року заарештований і доставлений до Мінська. 19 грудня 1937 року Військова колегія Верховного Суду СРСР засудила його до розстрілу. Реабілітований 27.12.1957.

## Літературна діяльність
Ще до початку своєї діяльності на ниві білоруської науки М. Піятухович спеціалізувався на західноєвропейській літературі, зокрема французьких романтиках. Низка праць присвячена творчості поета Альфредо де Віньї («Де Віньї як мислитель»). Як критик і дослідник білоруської літератури опублікував у 1921 році статті про творчість Якуба Коласа.
Університетський курс М. Піатуховича ляг в основу його «Нарисів історії білоруської літератури. Частина 1 (Огляд літературно-ідеологічних течій ХІХ і початку ХХ ст. »(1928), які були позитивними в тодішніх методологічних дослідженнях, хоча не оминув соціологічного схематизму. Автор статей з фольклору Ф. Скорина, Ф. Богушевич, Я. Купала, Я. Колас, М. Багданович, Т. Гартний, Ядвігін Ш., М. Чарот, К. Чорний та ін. Редактор-укладач історико-літературного підручника «Виписки з білоруської літератури: нові і сучасні кола» (Редактор 1923 р., автор вступної статті до творів П. Труса (1934, 1935). Твір М. Піатуховича «Рукописи А. Рипінського» опублікував у 1990 р. В. Скалабан.